# Десперадо-Сити
«Десперадо-Сити» — западно-германский драматический фильм 1981 года о сыне богатого банкира, который, стремясь к независимости, работает обычным таксистом. Дебютный фильм режиссёра Вадима Гловны, продюсером фильма и актрисой выступила его жена — Вера Чехова.
Фильм удостоен премии «Золотая камера» Каннского кинофестиваля 1981 года, а Гильдия немецкого артхауса отметила его «Золотой премией».

## Сюжет
мрачная реалистическая драма разворачивается в Санкт-Паули, гамбургском «районе красных фонарей»
Западная Германия, Гамбург, конец 1970-х годов. Сын богатого банкира Шкода бросает учёбу, и, стремясь обрести независимость, ищет альтернативную жизнь, вдали от капиталистического изобилия своего родительского дома. Он решает зарабатывать на жизнь как обычный таксист. Он знакомится с работающей в такси Евой Бухгольц, женщиной старше его, с которой у него начинается отношения, и переезжает жить к ней.
Фильм следует за его ночными поездками по району, в которых он встречает множество разных людей, которые приходят в его жизнь и исчезают из неё.
Как-то он знакомится с девушкой Лианой, которая так же устала от своей жизни, как и он. Лиана только что бросила свою учёбы на парикмахера. Они проводят дни вместе, мечтая уехать в Америку, и межу ними начинаются любовные отношения. Ева, узнав об этом, и понимая, что она остаётся совсем одна — её подругу проститутку Хилке убивают сутенёры, из страха перед новым одиночеством, которое она больше не может выносить, совершает самоубийство. Бывший муж Евы обвиняет в её смерти Шкоду, и начинает за ним охоту.
В этом мире грязи и смерти Шкода ищет решение для своей собственной жизни. Он вторгается в банк своего отца, и при этом оказывается застрелен охранником.

## В ролях
- Зимен Рюхаак — Шкода
- Беате Финх — Лиана
- Вера Чехова — Хилке
- Карин Бааль — Ева Бухгольц
- Вадим Гловна — Пауль
- Витта Поль — Гертруда, мать Лианы
- Гарри Кузния — Уолтер, отец Лианы
- Доменика Нихофф — Ильзе
- Розмари Хайникель — Рита-Алжирка
- Ирмгард Файтен — блондинка

## О фильме
Фильм — дебют режиссёра, для съемок фильма ему с его женой Верой Чеховой пришлось самостоятельно изыскивать финансирование, организовав кинокомпанию «Atossa-Film», — проект по разным причинам был отклонен несколькими советами по субсидиям, и единственный кто дал денег был фонд «Kuratorium junger deutscher Film».
Название фильма можно перевести как «Город отчаянных», это был первый фильм задуманной режиссёром трилогии о Гамбурге — особо любимом им городе, вторым стал снятый через два года фильм «Это неукоснительная жизнь», а третей частью должен был стать фильм о Че Геваре в Гамбурге «Че живёт…!», но этот фильм так и не был снят.

## Критика
Пессимистический рассказ о социальной зависимости и напрасных мечтах о жизни. Эпизодически рассказано, отчасти с драматургическими недостатками, но во многом метко, сочувственно в рисовании персонажей и протяжно атмосферно очень густо.Оригинальный текст (нем.)Eine pessimistische Geschichte über soziale Abhängigkeit und vergebliche Lebensträume. Episodisch erzählt, teilweise mit dramaturgischen Mängeln, jedoch weitgehend treffsicher, mitfühlend in der Figurenzeichnung und streckenweise atmosphärisch sehr dicht.— Lexikon des internationalen Films

Рассказ о невозможности избежать скуки и расплывчатости индивидуалистической реализации. Очень новой эта основная тема, в том числе и в немецкой кинематографии, действительно не является. Но как это здесь варьируется и отбрасывается Вадимом Гловной на холст, это импонирует и сильно!Оригинальный текст (нем.)Eine Geschichte über die Unmöglichkeit, dem Überdruss zu entfliehen und vage Aussteigerträume individualistisch zu verwirklichen. Sehr neu ist dieses Grundthema, namentlich im bundesdeutschen Film, wirklich nicht. Aber wie es hier von Vadim Glowna variiert und auf die Leinwand geschleudert wird, das ist imponierend und stark!— Fischer Film Almanach
Немецкий критик Ханс-Кристоф Блюменберг заметил о фильме, что: «Десперадо: это кино-слово» и высоко оценил игру актрисы Карин Бааль:

В «Десперадо Сити», где Вадим Гловна пытается рассказать десяток историй, некоторые из которых проскальзывают случайно, Карин Бааль играет таксистку из Гамбурга, сожительствуя с человеком моложе её. Ей не нужно прилагать усилия, играя страх перед новым одиночеством: он в каждом её движении. Прекрасен кадр, когда она стоит у тёмного окна, а в ярко освещенном окне напротив бородач играет блюз на кларнете, утешая темнокожую подругу. Позже таксистка выбросится из окна. Карин Бааль никогда не получит федеральную кинонаграду. Но благодаря ей можно будет вспомнить кино, имевшее самосознание и силу, которая больше не действует в Долине мертвых глаз.
— Ханс-Кристоф Блюменберг, газета «Die Zeit», 1981 год
Отдельно критикой была отмечена музыка к фильму:

В одном из прибрежных кафе «Desperado City» звучит фортепианная музыка Стэнли Уолдена. Музыка соответствует теме фильма с его жаждой странствий и беспокойным драйвом.Оригинальный текст (англ.)“Desperado City” features the piano music of Stanley Walden in one of the waterfront joints. The music fits the film's theme with its wanderlust feeling and restless drive.
— Variety's Film Reviews